# Perrunichthys perruno
Perrunichthys perruno är en fiskart som beskrevs av Schultz, 1944. Perrunichthys perruno ingår i släktet Perrunichthys och familjen Pimelodidae. Inga underarter finns listade i Catalogue of Life.